# Архимандрит Јулијан (Кнежевић)
Јулијан (световно Радомир Кнежевић; Витково код Александровца, 19. август 1918 — Манастир Градац, 16. јул 2001) био је најпознатији архимандрит Српске православне цркве, теолог и игуман Манастира Студенице.

## Биографија
Рођен је у селу Витково код Александровца, 19. августа 1918. године. Крштено му је име Радомир. Основно образовање стекао је у свом родном месту. Као дечак одлази у манастир Велуће за време старешине јеромонаха Платона Милојевића, а за тим у манастир Вета и у манастир Вујан код Горњег Милановца. Из тог манастира завршио је са још двојицом монаха, Николајем и Јустином, монашку школу у манастиру Високи Дечани, а онда се замонашио и добио монашко име Јулијан. Ускоро после примања монашког пострига 1938. године, владика Николај Велимировић у Жичи рукополаже оца Јулијана за јерођакона, а затим и за јеромонаха.
По одласку јеромонаха Николаја 1940. у Манастир Благовештење да прими управу манастира, јеромонах Јустин постаје старешина манастира Вујан, а отац Јулијан врши дужност пароха и намесника манастира све до краја рата. Крајем 1944. године, због одласка оца Јустина из Вујна, отац Јулијан прима дужност старешине манастира. Те јесени биле су велике борбе око манастира Вујна између четника, партизана и Немаца, па се због њихове најезде братство манастира морало разбежати у Бресницу и околна села. Свршени теолог Гојко Стојчевић, који тек што је дошао из овчарске Свете Тројице у манастир Вујан, морао је са осталима поћи, али само до манастирске бање Трпче, па се вратио.
Са својим нежним здрављем није хтео да иде у неизвесност, која нас је тада пратила, зато се и вратио у манастир Вујан. После неколико дана из те бежаније вратио се и отац Јулијан. Тако су њих двојица живели у манастиру и, бринући тада о њему, чували што се могло сачувати до повратка осталог братства. Отац Јулијан, опслужујући манастирску парохију — Прислоница и Брђани — имао је тада много сахрана изгинулих парохијана у борбама и имао је велике невоље и малтретирања од разних војски. Али су га као младог, повученог од политике и финог у понашању, а познатог по лепим црквеним проповедима, пријатном разговору и пастирствовању, сви много волели и штитили иако је тада Прислоница била више партизански настројена, а Брђани четнички.
По мудрости и лепом опхођењу са људима отац Јулијан је био свима познат, зато је рано произведен у чин игуманa, тако да је после Другог светског рата он био најмлађи игуман у Епархији жичкој, као што је пред рат његов брат од стрица (Предраг) монах Тимотеј постао у манастиру Жича најмлађи ђакон, са непуних 17 година.
Једног дана с почетка јесени 1945. године, кад се у манастиру мало окућило, отац Јулијан је изненада премештен у манастир Благовештење. Са њим је пошао и Гојко Стојчевић. Узрок његовог премештаја није одмах сазнат. Епископ Викентије Проданов тиме је хтео да укаже пажњу свом пријатељу игуману Софронију Ракетићу, Личанину, који је био код њега, пре рата, у злетовско-струмичкој епархији. После неколико дана у манастир Благовештење су прешла и друга два искушеника. Тако је манастир Вујан са новим старешином ослабио у братству, а манастир Благовештење ојачао. Оца Василија озарила је тиха духовна радост. Отац Јулијан постао је намесник и манастирски парох. Братство је наставило да живи у новом мучном послератном времену молитвено у благодатној монашкој слози и љубави до 1949. године када ће напустити манастир Благовештење. Оно што је у то време ту реметило монашки мир и тишину, била је изградња хидроцентрале у Овчар Бањи са буком и галамом, коју су правиле машине, мине и радништво.
Тада, 1949. године, све братство из манастира Благовештење прелази у мирније место, у манастир Рача, у живописном подножју Таре, покрај саме Раче. Отац Јулијан пошао је тамо неколико месеци раније. Међутим, већ следеће године одсуствује годину дана, да би помогао манастиру Вујан, који је остао без старешине, а онда се поново враћа. Од тада он остаје у манастиру Рача као старешине 10 година, све до 1961. За то време манастир је стекао братство од 15 чланова и био унапређен како у материјалном тако и у духовном погледу.
Када је епископ Василије Костић 1961. постављен на Епархији жичкој, он све рачанско братство, као најбројније и најјаче, премешта у манастир Студеница, где су биле и највеће потребе. Игуман Јулијан постаје старешина студенички, а отац Василије Домановић намесник. У то братство долази из овчарске Свете Тројице, као појачање, теолошки образован јеромонах Симеон Василијевић, који ће за студеничко братство много значити, поготово после смрти оца Василија. Отац Јулијан ће, по већ устаљеној традицији братске љубави, једно време предати оцу Симеону управу манастира Студеница, а по смрти оца Симеона старешина студенички постаће млади јеромонах Јован Младеновић.
За то време отац Јулијан, уз помоћ Завода, обновио је Доњу и Горњу испосницу Светог Саве, где је извесно време и боравио у подвигу и молитви. Затим је по благослову надлежног епископа, као најпогоднији и најискуснији монах, произведен у чин архимандрита и задужен да се под његовим руководством и старањем изврши обнова порушеног и вековима запустелог манастира Градац.
Када је архимандрит студенички Јован изабран за западноамеричког епископа, архимандрит отац Јулијан поново постаје старешина студенички.
Умро је 16. јула 2001. године у манастиру Градац где је и сахрањен.